# Kyrksjön (Kila socken, Södermanland)
Kyrksjön är en sjö i Nyköpings kommun i Södermanland och ingår i Kilaåns huvudavrinningsområde.